# Wilhelm Hippius
Wilhelm Hippius (russisch Wassili Iwanowitsch Gippius, Василий Иванович Гиппиус; * 30. Septemberjul. / 12. Oktober 1853greg.; † 21. Mai 1918) war ein deutschbaltischer Geheimrat in St. Petersburg.

## Leben
Er stammte aus der baltendeutschen Familie Hippius, der Vater war Johann Karl Hippius. Wilhelm Hippius studierte Rechtswissenschaft in St. Petersburg. Er veröffentlichte Artikel in russischen Literaturzeitschriften und übersetzte Texte von Dante und Petrarca ins Russische. Sein Briefwechsel mit dem Literaturwissenschaftler Alexander Wesselowski ist erhalten.
Seit 1879 war Wilhelm Hippius im Innenministerium angestellt. 1891 war er dort Mitarbeiter in der Semskij-Abteilung und 1896 Leiter der Übersiedlungsbehörde. In diesem Jahr erhielt er den Titel eines Wirklichen Staatsrat.  Spätestens seit 1902 war Wilhelm Hippius Mitglied des Rates des Ministeriums des Innerem. Dort war er Geheimer Rat.
Wilhelm Hippius war mit Helene Eggers verheiratet. Kinder waren
- Waldemar Hippius, Dichter
- Wassili Hippius, Literaturwissenschaftler und Dichter.